# Trundholmi napszekér

A trundholmi napszekér

A trundholmi napszekér (dán nyelven: Solvognen) egy északi bronzkori Dániában felfedezett műtárgy, amely egy küllős kerekekel ellátott eszközre felszerelt bronz lószobor és egy nagy bronzkorong ábrázolása.

## Megtalálásának története
A szobrot 1902-ben véletlenül fedezték fel a Sjaelland szigetén lévő Trundholm falu határában elterülő tőzeglápban, amikor annak lecsapolása után a kiszáradt földterület felszántásába kezdtek.
A szántási munkálatok során az egyik nap az eke furcsa tárgyat fordított ki a földből: egy bronzból készült, kb. 25 cm-es kis lófi gura került a felszínre, majd a következő barázda kiszántásakor egy fényes korong is kifordult a földből, azonkívül még úgy 20–25 db bronztárgy töredéke is. A megtaláló, Willumsen gazda a tárgyakat még aznap hazavitte, és azok egy részét a padlásra vitte, mivel arra gondolt, hogy régi játékokat talált, ezért a lovacskát a gyerekeinek adta. Felfedezésének aszomszédságban is hamar híre ment. A helyi erdész felismerve a tárgyak egyediségét, értesítette a koppenhágai nemzeti múzeumot, ahova nem sokkal később a teljes leletegyüttes bekerült, majd a követő évben Sophus Müller dán régész részletesen közzé is tette az általa napábrázolásnak tartott leletet.
Azonban 1998-ban a műtárgy előkerülésének története új fordulatot vett, ugyanis egy helyi lakos újonnan vásárolt fémkeresőjének az egykori mocsár területén való kipróbálásakor, nemmessze a korábbi lelőhelyhez a régészek meglepetésére újabb bronztöredékek kerültek elő, amelyek pontosan illeszkedtek a kocsi
korábban megtalált bal első kerekéhez. Az újonnan talált darabokat aprólékos restaurátori munkával sikerült összeilleszteniük.

## A lelet leírása
A ló négy kerékre támasztott bronz rúdon áll. A ló alatti rúd a tárcsához kapcsolódik, amelyet két kerék támaszt meg. Mindegyik kerék négy küllős. A műtárgyat  viaszvesztésel módszerrel öntötték. A teljes tárgy körülbelül 54 cm × 35 cm × 29 cm méretű (szélesség, magasság, mélység).

## A korong

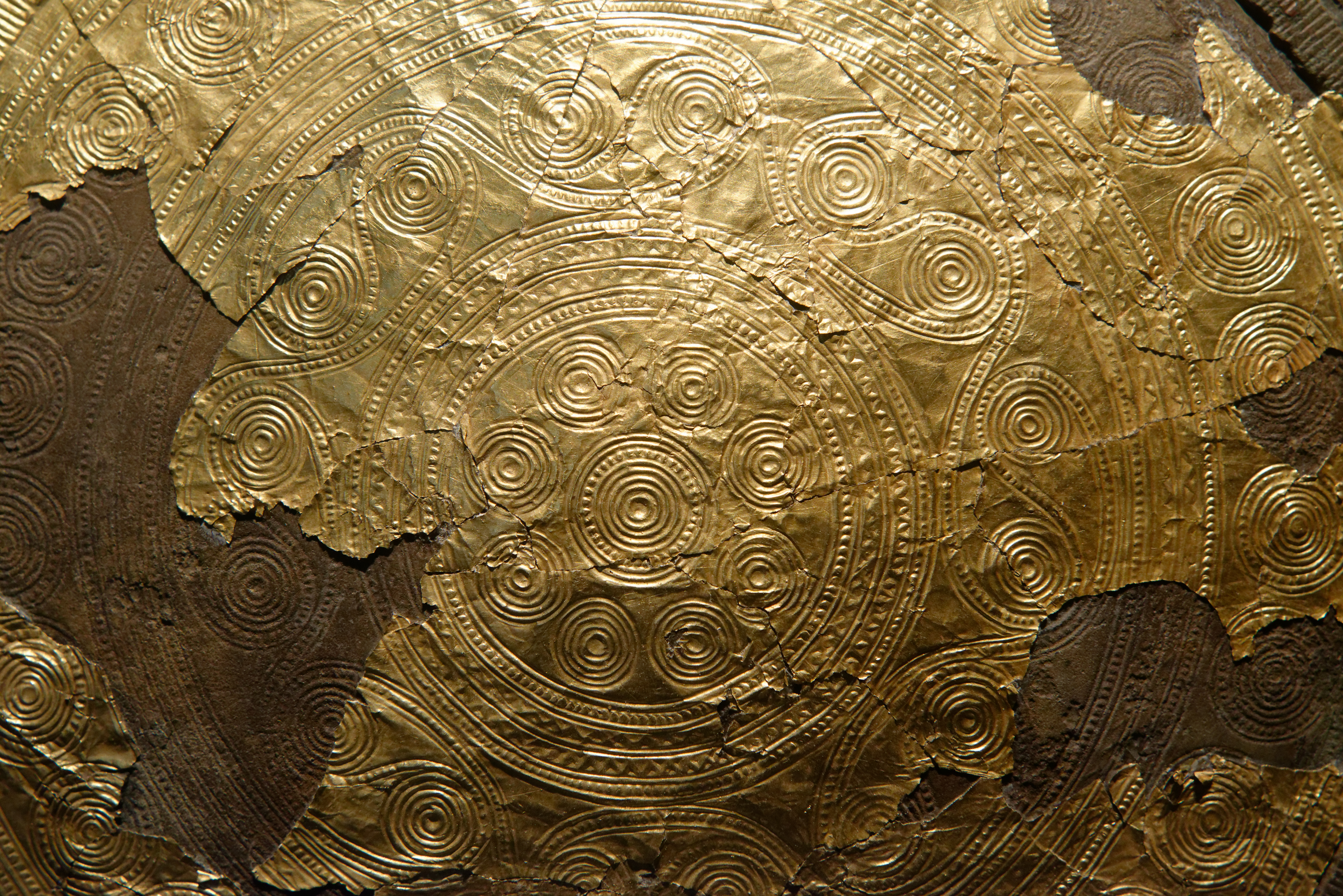
A korong aranylemeze

A koronglemez átmérője körülbelül 25 cm, melynek csak az egyik, a jobb oldala aranyozott (ha hátulról nézve a lovat). Két bronzkorongból áll, amelyeket egy külső bronzgyűrű köt össze, egyik oldalán vékony aranylappal. A korongokat ezután lyukasztókkal és gravírozókkal díszítették, koncentrikus körök motívumzónáival, a szegélyek között cikk-cakk díszítéssel. Az arany oldalnak van egy extra külső zónája, amely sugarakat jelenthet, valamint egy koncentrikus körökből álló zónát, amelyeket hurkolt szalagok kötnek össze, amelyek "ahelyett, hogy egy irányba folynának, úgy haladnak, mint a tánc lépései, kétszer előre és egyszer vissza". A ló főbb vonásai is nagyon díszítettek.
A korong két oldalát annak a hiedelemnek a jeleként értelmezték, miszerint a Nap nappal keletről nyugatra vonul az égen, fényes oldalát mutatva a Földnek, és éjszaka visszatér nyugatról keletre, ekkor a sötét oldalát mutatva a Földnek. Egy földgömb körüli folytatásnak ugyanaz az eredménye. Úgy gondolják, hogy a szekeret vallási szertartások során húzták körbe, hogy bemutassák a Nap mozgását az égben.

## Készítési ideje
A szobrot a Dán Nemzeti Múzeum körülbelül ie 1400-ra datálta, bár más dátumokról is volt javaslat. 
Az ilyen korai időpontban meglepőnek tartották a küllős kerekű lóvontatású jármű modelljét Észak-Európában; ennek megjelenését csak a késő bronzkor végére sejtették, a Kr.e. 1100-tól i.e. 550-ig terjedő időszakra. A megtalált "napszekér" és díszítésének egyes aspektusai a feltevések szerint dunai eredetre vagy hatásra utalhat, bár a Dán Nemzeti Múzeum biztos benne, hogy skandináv eredetű.

## Párhuzamok a mitológiában

### Skandináv mitológia
A szekeret Skinfaxi lehetséges bronzkori elődjeként értelmezték, a lóé, amely Dagr-t, a nap megszemélyesítőjét az égen húzta.

### Kelta Pantheon
Taranis égistent jellemzően küllős kerék tulajdonságával ábrázolják.

### görög mitológia
A görög mitológiában Helios napistenségről azt mondták, hogy sugárzó koronát viselt, miközben lovas szekere az égen száguldott, és napfényt hozott.